# Ferdinand Brusch
Ferdinand Brusch (* 4. Mai 1941) ist ein ehemaliger deutscher Fußballspieler, der von 1961 bis 1974 in der DDR-Liga aktiv war.

## Sportliche Laufbahn
Mit vier Einsätzen in der Saison 1961/62 für die Betriebssportgemeinschaft (BSG) Einheit Greifswald in der zweitklassigen DDR-Liga begann der 20-jährige Stürmer Ferdinand Brusch seine Laufbahn im höherklassigen DDR-Fußball. In der Spielzeit 1962/63 gehörte er bereits mit 21 Einsätzen in 26 Ligaspielen zur Stammelf und machte mit acht Treffern als erfolgreicher Torschütze auf sich aufmerksam. Seinen Torinstinkt bewies er erneut 1963/64, als er mit zehn Treffern zum Torschützenkönig der BSG Einheit wurde. Seinen Status als Stammspieler verteidigte er mit der Teilnahme an 29 der nun 30 ausgetragenen DDR-Liga-Spielen. Seine letzte Saison für Einheit Greifswald bestritt Brusch 1964/65 mit 25 Ligaspielen und fünf Toren. 
Über die Stationen Motor Stralsund und die Armeesportgemeinschaft Vorwärts Perleberg, die beide in der drittklassigen Bezirksliga  spielten, kam Brusch zu Beginn der Saison 1967/68 zum Oberligisten FC Hansa Rostock. Dort spielte Brusch während zwei Spielzeiten ausschließlich in der 2. Mannschaft, die in der DDR-Liga vertreten war. Er gehörte als Stürmer nur bedingt zum Spielerstamm, denn er pausierte in beiden Spielzeiten längere Zeit und so kam so nur jeweils zu 19 Ligaspielen, in denen er vier bzw. zwei Tore schoss. 
Zur Saison 1969/70 kehrte Brusch wieder nach Greifswald zurück, wo die ehemalige BSG Einheit unter der neuen Bezeichnung BSG Kernkraftwerk Nord weiterhin in der DDR-Liga antrat. Er wurde wieder im Angriff eingesetzt, bestritt in seiner ersten Spielzeit 29 der 30 Ligaspiele und erzielte zwei Tore. In den nächsten beiden Spielzeiten pausierte Brusch jeweils in einer Saisonhälfte für mehrere Wochen und kam so 1970/71 in 26 Ligaspielen nur auf 19 und 1971/72 nur auf 14 Einsätze in 22 Punktspielen. Dabei schoss er zwei bzw. drei Tore. Erst 1972/73 konnte er alle 22 Ligaspiele absolvieren, in denen er wieder zu drei Torerfolgen kam. Drei Tore schoss er auch in seiner letzten Saison als aktiver Fußballspieler. Mit 32 Jahren wurde er noch einmal in 18 der 22 Ligaspiele eingesetzt und schoss wieder seine obligatorischen drei Tore. Anschließend beendete Ferdinand Brusch seine Laufbahn als Leistungssportler, in der er auf 219 DDR-Liga-Spiele gekommen war und 42 Tore erzielt hatte. 
Mit Beginn der Saison 1975/76 übernahm Brusch das Training der DDR-Liga-Mannschaft von KKW Nord Greifswald. Es gelang ihm, die Mannschaft drei Jahre lang zu einem sicheren Mittelfeldplatz zu führen. Erst in der Saison 1978/79 entkamen die Greifswalder knapp dem Abstieg und Brusch wurde anschließend von seinem ehemaligen Mannschaftskollegen Gerd Bekendorf abgelöst.

## Stationen
- 1961 bis 1965: Einheit Greifswald
- 1965 bis 1966: Motor Stralsund
- 1966 bis 1967: Vorwärts Perleberg
- 1967 bis 1969: FC Hansa Rostock
- 1969 bis 1974: BSG Kernkraftwerk Nord
- 1975 bis 1979: BSG Kernkraftwerk Nord (Trainer)